# Palystes ansiedippenaarae
Palystes ansiedippenaarae är en spindelart som beskrevs av Croeser 1996. Palystes ansiedippenaarae ingår i släktet Palystes och familjen jättekrabbspindlar. Inga underarter finns listade i Catalogue of Life.